# Monacos Grand Prix 2003
Monacos Grand Prix 2003 var det sjunde av 16 lopp ingående i formel 1-VM 2003.

## Resultat
1. Juan Pablo Montoya, Williams-BMW, 10 poäng
2. Kimi Räikkönen, McLaren-Mercedes, 8
3. Michael Schumacher, Ferrari, 6
4. Ralf Schumacher, Williams-BMW, 5
5. Fernando Alonso, Renault, 4
6. Jarno Trulli, Renault, 3
7. David Coulthard, McLaren-Mercedes, 2
8. Rubens Barrichello, Ferrari, 1
9. Cristiano da Matta, Toyota
10. Giancarlo Fisichella, Jordan-Ford
11. Nick Heidfeld, Sauber-Petronas
12. Ralph Firman, Jordan-Ford
13. Olivier Panis, Toyota

### Förare som bröt loppet
- Jacques Villeneuve, BAR-Honda (varv 63, motor)
- Justin Wilson, Minardi-Cosworth (29, bränslesystem)
- Jos Verstappen, Minardi-Cosworth (28, bränslesystem)
- Mark Webber, Jaguar-Cosworth (16, hydraulik)
- Antonio Pizzonia, Jaguar-Cosworth (10, elsystem)
- Heinz-Harald Frentzen, Sauber-Petronas (0, olycka)

### Förare som ej startade
- Jenson Button, BAR-Honda (olycka under träning)

## VM-ställning
| Förarmästerskapet 1. Kimi Räikkönen, McLaren-Mercedes, 48 2. Michael Schumacher, Ferrari, 44 3. Fernando Alonso, Renault, 29 | Konstruktörsmästerskapet 1. McLaren-Mercedes, 73 2. Ferrari, 71 3. Williams-BMW, 50 |